# Jonas von Rosen
Elias Jonas Gottlieb von Rosen (* 31. August 1834 in Segeberg; † 24. April 1881 in Hadersleben) war ein deutscher Verwaltungsbeamter.

## Leben
Jonas von Rosen studierte Rechtswissenschaften an der Universität Kiel. 1855 wurde er Mitglied des Corps Holsatia. Nach dem Studium trat er in den Dienst des Herzogtums Schleswig ein und war nach der Annexion durch Preußen von 1871 bis zu seinem Tod 1881 preußischer Landrat des Kreises Hadersleben. Jonas von Rosen war zudem kgl. dän. Kammerjunker und Hardesvogt der Frös- und Calslund-Harden in Schleswig.
Rosen war verheiratet seit 1867, zu Kassel, mit Sitta Freiin von Hanstein (* 1839; † 1921), Tochter des Freiherr August von Hanstein-Knorr (* 1803; † 1878) und der Emma von Knorr (* 1807; † 1876), letzte ihres Adelsgeschlechts und Tochter des Sittig von Knorr.
Sitta von Rosen lebte als Witwe mindestens bis 1881 in Hadersleben, dann in Kassel. Sie war als v. Knorr`sche Erbin Besitzerin des selbständigen Gutsbezirkes in Sollstedt, respektive Gutes Sollstedt in Thüringen, Provinz Sachsen.
Sitta und Jonas von Rosen hatten eine Tochter Emma (* 1868; † 1912), verheiratet mit Alfred von Stamford, zuletzt Generalleutnant a. D.